# Tatort: Schwarzer Afghane
Schwarzer Afghane ist eine Folge der deutschen Fernsehkrimireihe Tatort aus dem Jahr 2013. Der Film des Mitteldeutschen Rundfunks wurde am 17. März 2013 erstmals im Ersten ausgestrahlt. Es handelt sich um die 866. Tatort-Folge und um den 16. Fall mit dem Leipziger Ermittlerduo Saalfeld und Keppler. Die Kommissare haben bei einem Todesfall zu klären, ob es sich um einen Unglücksfall oder Mord handelt. Dabei stoßen sie auf einen heimtückischen Plan, gemischt aus Terrorismus und Rache.

## Handlung
Keppler kommt gerade von einer Flugreise zurück, als er zu einem Einsatz gerufen wird. Ein junger Afghane ist in einer Art Selbstentzündung auf freiem Feld verbrannt. Das Ganze ist mehr als rätselhaft. Im Hintergrund ist Rauch zu sehen, was auf einen größeren Brandherd deutet. Saalfeld und Keppler begeben sich dorthin, wo bereits die Feuerwehr dabei ist zu löschen und Brandstiftung vermutet. Die abgebrannte Halle wurde von einem deutsch-afghanischen Freundschaftsverein genutzt und enthielt Hilfsgüter aller Art. Der Besitzer ist Norbert Müller, ein Spediteur. Keppler sieht sich dort um und wird recht unfreundlich empfangen, da man ihn für einen unbefugten Eindringling hält. Der Spediteur lagert Luftfracht für Afghanistan und steht in ständigem Kontakt mit dem Flughafen.
Saalfeld ergründet inzwischen das Geheimnis der Selbstentzündung: Weißer Phosphor. Der Tote muss versucht haben, sich im Bach zu löschen. Als er wieder trocknete, fing er erneut Feuer. Die Ermittler suchen in den Überresten der abgebrannten Halle nach Hinweisen. Der Tote war vermutlich Arian Bakthari, da sein Handy in der Nähe der Halle gefunden wird und ebenfalls Phosphorspuren trägt.
Keppler fragt in der Universität nach und erfährt, dass Arian Hochfrequenzphysik studiert hat. Er war seit vier Jahren in Deutschland, nachdem in Afghanistan seine gesamte Familie durch einen Raketenanschlag umgekommen war. Zusammen mit Saalfeld will Keppler sich in Arians Zimmer umsehen. Sie überraschen dort einen Fremden, der sofort flüchtet. Der Hausmeister weiß zu berichten, dass Arian Bakthari vor zwei Tagen mit einem anderen Afghanen große Pakete in sein Zimmer getragen hat. Keppler sieht im Schrank nach und findet eine kleine Rakete. Keppler ruft sofort das Bombenkommando, das herausfindet, dass es sich hierbei um eine amerikanische Signalrakete handelt, die normalerweise Phosphor enthält, das hier allerdings entfernt wurde. Saalfeld schlussfolgert, dass Arian beim Abschuss einer solchen Rakete womöglich selber mit dem Phosphor in Berührung gekommen und dabei umgekommen ist.
Keppler erfährt, dass Mette Müller, die Tochter des Spediteurs, auf der Suche nach ihrem Freund Deniz Guba ist. Er arbeitet für ihren Vater, der sich um Deniz’ Aufenthaltsgenehmigung kümmern sollte. Sie hat Angst, dass ihr Freund wieder nach Afghanistan zurückgeschickt wird, wenn er keine entsprechenden Papiere hat. Arian Bakthari hatte Deniz Guba nach Deutschland eingeschleust und über ihn versucht, bei der Spedition einen Nebenjob zu bekommen. Arian hatte auch einen Tag bei der Spedition gearbeitet, aber da er sich zu viel an den Containern aus dem Sicherheitsbereich zu schaffen gemacht hatte, durfte er nicht bleiben. Der Vorarbeiter Walid Junbesh vermutet, dass Arian etwas in die Container hineinschmuggeln wollte. Schnell kombiniert Keppler, dass das nur eine Bombe sein konnte, die er auf diese Weise mit an Bord des Flugzeugs schmuggeln wollte, mit denen Soldaten nach Kabul fliegen. Mittels Fernzünder hätte er sie dann zur Explosion bringen können.
Der Fremde aus Arians Zimmer ist Olaf Böhm; er bedroht Arians Freundin und lauert auch Mette Müller auf. Er müsse unbedingt Deniz Guba finden. Dieser hätte etwas, was ihm gehöre. Doch auch Mette sucht Deniz, der einfach nicht auffindbar ist. Olaf Böhm meldet sich inzwischen auf dem Revier. Es stellt sich heraus, dass er Major beim MAD ist. Er berichtet, dass die Rakete in Arian Baktharis Zimmer, zusammen mit drei weiteren, von einem amerikanischen Stützpunkt gestohlen wurde. Er ist sicher, dass eine der Raketen die Halle zerstört hat, aber wo die drei verbliebenen sind, ist unklar. Auch warum Arian die Halle in Brand gesetzt hat, erschließt sich den Ermittlern nicht. Möglicherweise war es nur ein Test. Olaf Böhm bittet darum, dass sie zusammenarbeiten, damit sie die Raketen so schnell wie möglich finden.
Unerwartet meldet sich Arian Bakthari bei seiner Freundin Ina Feuerbach, die ihn freudig überrascht begrüßt. Arian war nach dem Brand untergetaucht und hatte sich als Deniz ausgegeben, nachdem er Deniz per SMS in die Halle bestellt hatte und dann die Rakete auf ihn abgeschossen hatte. So konnte er jede Spur und Suche nach ihm selber abblocken und heimlich an seinem Racheplan weiterarbeiten. Er versteckt seine Raketenbombe in Inas wassergefüllter Badewanne. Damit Ina ihn nicht verraten kann, tötet er auch sie. Major Olaf Böhm lässt inzwischen eine Terrorwarnstufe ausrufen. Solange die restlichen Raketen nicht sichergestellt sind, besteht akute Gefahr. Als er Arian auf die Spur kommt, wird auch er von ihm getötet. Danach begibt sich Arian zu Mette Müller und bringt sie in seine Gewalt. Mit einer Videobotschaft, die Saalfeld und Keppler finden, lässt er keinen Zweifel daran, dass er ein Flugzeug zum Absturz bringen will. Mit Mette als Geisel zwingt er ihren Vater, eine Sporttasche mit der Bombe ins Flugzeug zu schmuggeln. Nur wenn er das Flugzeug brennen sieht, will er Mette freilassen.
Saalfeld versucht Mette Müller zu befreien, allerdings ist diese an einen Sprengsatz gefesselt, der sich nur schwer entschärfen lässt. Keppler fängt inzwischen Norbert Müller ab und als Saalfeld anruft, dass Mette in Sicherheit ist, nimmt Keppler die Reisetasche an sich und rennt damit aus dem Gebäudekomplex und wirft sie weg.
Arian Bakthari steht indessen mit einer Videokamera am Flugfeldrand und will den Absturz des Flugzeugs dokumentieren. Unbemerkt kann sich das SEK nähern, von dem er erschossen wird. Mit letzter Kraft gelingt es ihm beide Sprengsätze fernzuzünden, jedoch können sie keinen großen Schaden mehr anrichten.

## Hintergrund
Die Dreharbeiten zu diesem Tatort erfolgten in Leipzig, Espenhain und der Umgebung von Leipzig. Regisseur Thomas Jahn übernahm bei dieser Produktion auch die Arbeit an der Kamera.

## Rezeption

### Einschaltquoten
Die Erstausstrahlung von Schwarzer Afghane am 17. März 2013 wurde in Deutschland von 8,73 Millionen Zuschauern gesehen und erreichte einen Marktanteil von 24,3 % für Das Erste.

### Kritiken
Die Kritiken zu diesem Tatort fallen überwiegend positiv aus.
Tilmann P. Gangloff lobt diesen Leipziger Tatort bei tittelbach.tv und schreibt: „Was schwarzhumorig bis makaber beginnt, nimmt bald Fahrt auf. Die Spannung in diesem handwerklich gut gemachten Krimi steigert sich bis zum hochdramatischen Finale. Zwar bedarf dieser politische Fall mancher Erklärungen, aber Holger Jancke und Thomas Jahn gelingt es, das Hintergrundwissen nicht als Proseminar der Talking Heads zu servieren. Außerdem hat bei diesem „Männerfilm“ endlich mal Keppler/Wuttke die Hosen an! […] Trotz der entsprechend vielen Großaufnahmen ist „Schwarzer Afghane“ kein Fernsehen mit redenden Köpfen, zumal es Jahn dank Schnitt (Bernd Schriever) und Musik (Susan DiBona) gelingt, ein durchgängig hohes Spannungsniveau herzustellen.... Gerade das Finale ist von großer Dramatik.“
Ursula Scheer bei der FAZ meint, dieser „Film [geht] auf eine Reise zu alten Ressentiments und neuen, gut gemeinten Reflexen – die er beide unterläuft. Dass er das ohne große Aufregung als schlichte Suche nach Fakten abhandelt, ist seine größte Qualität. […] Das ruhige Spiel ist eine Wohltat. Der Regisseur und Kameramann Thomas Jahn verzichtet über weite Strecken auf jede Effekthascherei, Spannung entwickelt sich aus den Dialogen, das ruhige Spiel von Thomalla und Wuttke ist eine Wohltat. Dass es nicht immer plausibel zugeht – etwa, weil selbst Leipzig zu groß ist, um rein zufällig immer denselben Menschen über den Weg zu laufen – ist eine Schwäche, über die auch die durchweg guten Schauspielerleistungen nicht hinwegtäuschen.“
Bei Stern.de stellt Swantje Dake kritisch fest, „Saalfeld und Keppler begegneten […] dem Hamburger Kollegen Tschiller durchaus auf Augenhöhe […] Zumindest wurden auch im aktuellen Leipziger Fall wieder die ganz großen kriminellen Themen gewälzt – statt Mädchenhandel und Mafia waren es diesmal Islamismus, Terrorismus und Drogenhandel. Der klassische Mord in der Familie mit den Motiven Eifersucht, Rache oder Gier scheint im "Tatort" eine Auszeit zu nehmen. Auch geht es nicht mehr ohne Spezialeinsatzkommando, das durch den Schlamm robbt, und Kollegen, die aus übergeordneten Behörden den Kommissaren ins Handwerk pfuschen, dabei stets am Rande der Legalität und mit hoher Brutalität operieren. [Lobende Worte findet sie für die Darsteller] Sylvester Groth als zwielichtige[n] Spediteur Müller. […] Anatole Taubman glänzte als zwielichtiger Kollege vom Militärischen Abschirmdienst. Auch Kostja Ullmann war eine tolle Besetzung für den hochbegabten Studenten Arian Bakhtari.“
Gregor Dolak bei Focus.de meint, es sei ein: „mittelprächtige[r] Krimi [und] letztlich doch eine eher schlichte Geschichte um Rache und erweiterten Freitod. [...] Allerdings mündet sie in einem respektabel spannenden Finale auf dem Leipziger Flughafen. Den Knall-Effekt garantiert weißer Phosphor.“
Die Kritiker der Fernsehzeitschrift TV-Spielfilm fanden, „der komplizierte Fall entpuppt sich als äußerst brisant…“. Fazit: „Politisch eher seicht, dennoch spannend“.